# Lori Endicott
Pour les articles homonymes, voir Endicott.
Lori Endicott, née le 1er août 1967 à Kansas City, est une joueuse de volley-ball américaine.

## Carrière
Lori Endicott participe aux Jeux olympiques de 1992 à Barcelone et remporte la médaille de bronze avec l'équipe américaine composée de Paula Weishoff, Yoko Zetterlund, Elaina Oden, Kimberley Oden, Teee Sanders, Caren Kemner, Ruth Lawanson, Tammy Liley, Janet Cobbs, Tara Cross-Battle et Liane Sato.